# Zalokar
Zalokar je 188. najbolj pogost priimek v Sloveniji, ki ga je po podatkih Statističnega urada Republike Slovenije na dan 31. decembra 2007 uporabljalo 946 oseb, na dan 1. januarja 2011  pa 935 oseb ter je med vsemi priimki po pogostosti uporabe zavzel 189. mesto.

## Znani nosilci priimka
- Aleksandra Zalokar (*1985), grafičarka - likovna umetnica in pedagoginja
- Alojz Zalokar (1887–1944), zdravnik ginekolog in porodničar
- Ana Zalokar (1891–1979), zdravnica, humanitarna in družbenoprosvetna delavka
- Angela Zalokar, igralka nemškega filma
- Beba Zalokar (r. Gabrijelčič) (*1937), baletna plesalka
- Cveta Zalokar Oražem (*1960), književnica in političarka
- Ema Zalokar, podjetnica, lastnica tovarne čokolade
- Ferdinand Zalokar (1826–1897), zdravnik, župan Metlike
- Gojko Zalokar (*1949), športni delavec: direktor (organizator) lj. maratona
- Helena Zalokar (*1952), šolnica, ravnateljica novomeške gimnazije
- Igor Zalokar, pilot, polkovnik SV
- Jadran Zalokar (*1947), pesnik, publicist, slikar, spiritist?
- Janez Zalokar (1792–1872), rimskokatoliški duhovnik, leksikograf, nabožni in gospodarski pisec
- Jos Zalokar (*1949), TV - igralec, producent, humanitarec ...
- Joseph Zalokar (1854–1912), izseljenski duhovnik v ZDA
- Jože Zalokar (?–1942), smučarski skakalec
- Jože Zalokar (1910–1979), telovadec in sokolski organizator
- Jurij Zalokar (1928–2018), zdravnik psihiater in publicist
- Karl Zalokar (1895–1924), podjetnik slaščičar, lastnik tovarne čokolade
- Leonida Zalokar, dr. socialne pedagogike, ravnateljica vzgojnega zavoda Planina
- Lucijan Zalokar (*1995), atlet, novinar, esejist/pisatelj
- Luka Zalokar, jamar, reševalec, miner
- Marko Zalokar (1918–2012), biolog, molekularni genetik
- Marko Zalokar (*1990), nogometaš
- Matej Zalokar, jamar, fotograf
- Mitja Zalokar (ps. Peter Stopar) (*1946), pisatelj (arhitekt)
- Peter Zalokar, športni novinar
- Rok Zalokar, jazz pianist in skladatelj, aranžer ljudskih pesmi, producent ...
- Rok Zalokar, alpinist, gorski vodnik, portni plezalec
- Slavko Zalokar (1927–2004), politik, župan Kranja 1967-74
- Sreč(k)o Zalokar (1917–1999), glasbenik violist in pedagog
- Tatjana Zalokar (1916–2009), zdravnica ginekologinja, prim.
- Tanja Zalokar (*1998), citrarka
- Tinkara Zalokar, atletinja
- Uroš Zalokar (*1968), šahist
- Velislava Zalokar (1927–2017), farmacevtka in medicinska biokemičarka (UKC)
- Zdenka Zalokar Divjak (*1954), logoterapevtka, izr. profesorica
- Zoran Zalokar (1926–1983), smučarski skakalec, športni delavec